# Karol Maksymilian Kruzer
Karol Maksymilian Kruzer (Kroezer) herbu własnego – sędzia kamieniecki w latach 1721–1733, sędzia grodzki kamieniecki w 1719 roku, podstarości kamieniecki w 1713 roku, podstoli latyczowski w latach 1704–1721, burgrabia kamieniecki w 1704 roku, miecznik żydaczowski w 1695 roku, miecznik czernihowski w latach 1690–1695, porucznik i dworzanin królewski.
Był posłem województwa podolskiego na sejm 1722 roku.